# Formicida
Formicida: é o produto químico destinado a combater as formigas. Os formicidas químicos podem ser apresentados na forma de iscas granuladas, líqüidos termonebulizáveis ou não, gases liquefeitos ou pós secos. As iscas formicidas provocam menor impacto ambiental do que os demais métodos porque contém quantidades pequenas de ingredientes ativos (Fipronil, no máximo 0,003%, Sulfluramida, no máximo 0,3%, Clorpirifós, no máximo 0,45%, etc).    

## Iscas
As iscas formicidas foram criadas na década de 1960 no Rio Grande do Sul e entre seus pioneiros resta apenas a Indústria Landrin, localizada na cidade de Carazinho. Muitas outras surgiram depois e estão presentes em vários outros Estados do Brasil.. É considerado o método de controle químico de menor impacto ambiental, por utilizar quantidades mínimas de ingredientes ativos (venenos). Iscas formicidas podem ser peletizadas ou não, com revestimento ou não. Podem ser granuladas, em pó atrativo, pastilhas ou gel. Podem ser destinadas a formigas urbanas ou a formigas cortadeiras, que causam prejuízos em culturas agrícolas, florestais e jardinagem.
A seleção dos ingredientes atrativos é muito importante para a qualidade das iscas. Para formigas cortadeiras são utilizados resíduos da indústria de sucos e outros produtos agrícolas agradáveis às formigas. A aplicação de iscas formicidas em grandes áreas florestais pode ser feita de forma localizada ou sistemática. Pode ser feita diretamente sobre o solo, com dosadores manuais ou costais ou com porta iscas ou micro porta-iscas, que diminuem a mão-de-obra.
Os atrativos para iscas formicidas destinados ao controle de formigas urbanas variam muito, pois existem muitas diferenças de preferências entre as espécies. Nem sempre o que atrai uma espécie atrai as demais.
Os ingredientes ativos ulilizados atualmente são o Fipronil, a Sulfluramida, o Clorpirifós, a Hidrametilona, entre outros. Vários outros ingredientes estão sendo testados, embora poucos sejam compatíveis para uso como isca, devido aos efeitos inadequados..

### Ecológico amigável
Os cientistas desenvolveram isca de hidrogéis à base de algas marinhas. A isca que pode ser aplicada ao solo onde as formigas forrageiam. Pode reduzir as populações de formigas em cerca de 80%. A isca também pode ser usada em ambientes agrícolas e urbanos.